# Colonia Duett
Het Colonia Duett was een Duits carnavalsduo uit Keulen, bestaande uit Hans Süper junior (1936 - 2022) en Hans Zimmermann (1920 - 1994).

## Geschiedenis
Hans Süper jr. is de zoon van de muzikant Hans Süper sr., die lid was van het Keulse zangkwartet De Vier Botze. Deze formatie noemde zich buiten Keulen en als begeleidingsband voor andere artiesten ook wel Colonia Quartet. Süper jr. trad altijd op met zijn mandoline en Hans Zimmermann met een gitaar, vooral tijdens het Keulse carnaval. Naast gezamenlijke liederen gaf Zimmerman binnen een dialoog meestal de trefwoorden voor de grappen van zijn partner aan, die ook meestal ten koste van hemzelf werden gemaakt. Tijdens het optreden noemde Süper jr. zijn partner steeds Du Ei, met deels behoorlijk botte grappen. Ook werden eigen composities gezongen. In hun succesvolle periode kwam het duo op 250 tot 300 optredens per jaar.
In november 1990 werd de samenwerking op aansporing van Hans Süper beëindigd. Deze keerde vanaf 9 oktober 1991 weer op het podium terug met Werner Keppel als het Süper-Duett, echter met minder succes. Later sprak Süper, in tegenstelling tot zijn partner, steeds vaker Hoogduits. Hans Zimmermann overleed in 1994. Hans Süper in 2022.
Het Colonia Duett was jarenlang het hoogtepunt van de ARD-tv-zitting Karneval in Köln. De WDR herhaalt regelmatig tijdens het carnavalsseizoen de beste scènes in de 6-delige uitzendreeks Du Ei!.

## Discografie
- 1980: De Fleech / Dat Hundehaufenwarngerät (single)
- 1981: Colonia-Duett live, EMI Electrola, (LP), ook op cassette en 1990 op CD
- 1977-1990: DU EI! – Das Beste vom Colonia Duett von 1977–90 DVD